# Canard souchet
Spatula clypeata
Espèce
Statut de conservation UICN

 LC  : Préoccupation mineure
♦ habitat permanent
♦ zone d'hivernage
♦ nidification

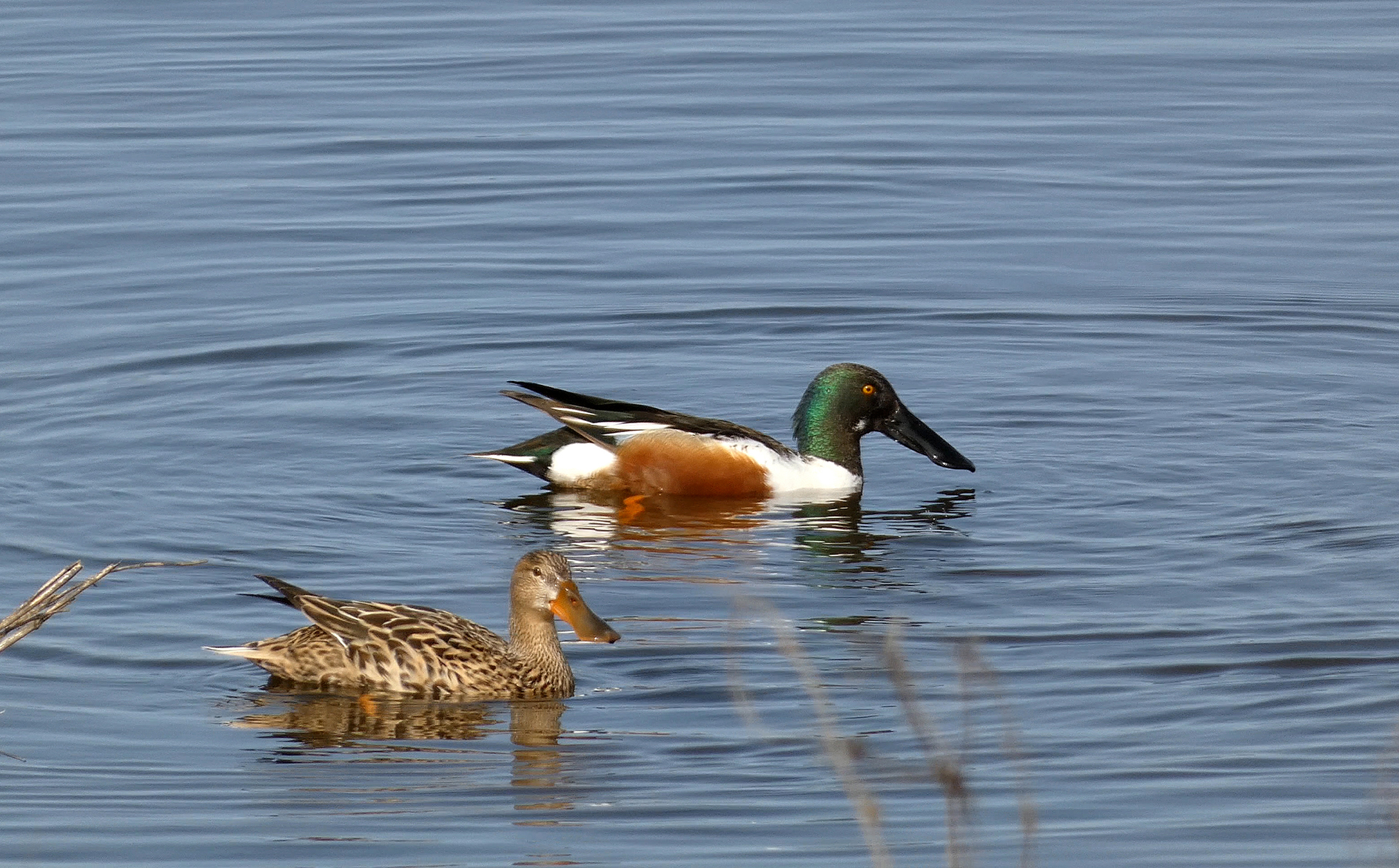
Couple dans un étang de la Brenne (France)

Le Canard souchet (Spatula clypeata, anciennement Anas clypeata) est une espèce de canards barboteurs et « filtreurs » qui se reproduit dans les zones septentrionales de l'Eurasie et dans la plupart de l'Amérique du Nord. Il est accidentel en Australie. Habituellement placé dans le genre Anas, cette espèce, assez différente du canard colvert, est placée avec d'autres espèces aux ailes bleues dans le genre Spatula par certains auteurs.

## Morphologie
Ce canard de surface, de taille moyenne (44 à 56 cm) pour une envergure de 70 à 85 cm, se caractérise par un bec massif, allongé, aplati et élargi à son extrémité (en forme une petite spatule). Comme les autres anatidés, l'espèce possède un dimorphisme sexuel qui se traduit par un plumage particulièrement coloré pour les mâles durant la période nuptiale qui court d'octobre à juin. En vol, il est distinguable par la couleur bleu pâle de l'antérieur de ses ailes sur lesquelles on peut distinguer un  miroir vert bordé d'une ligne blanche. Les pattes sont rouges.

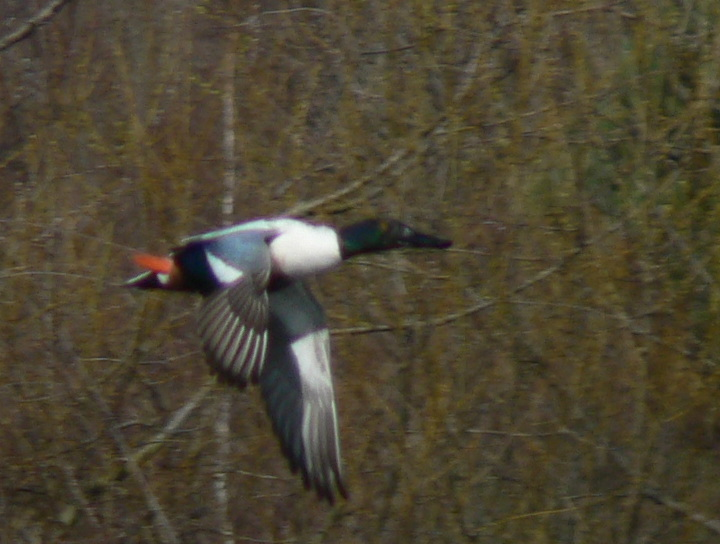
Mâle en plumage de parade
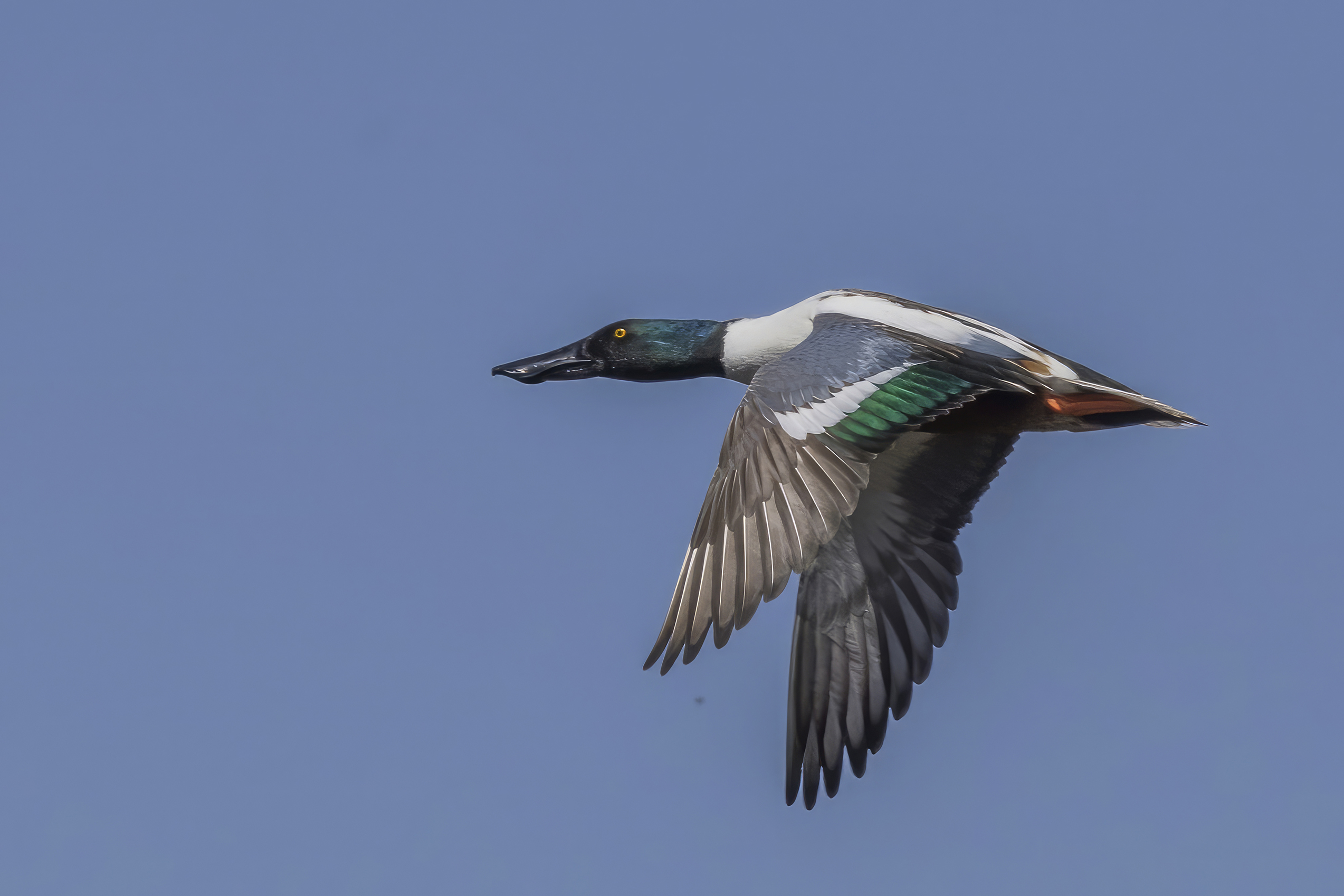
Canard souchet en vol
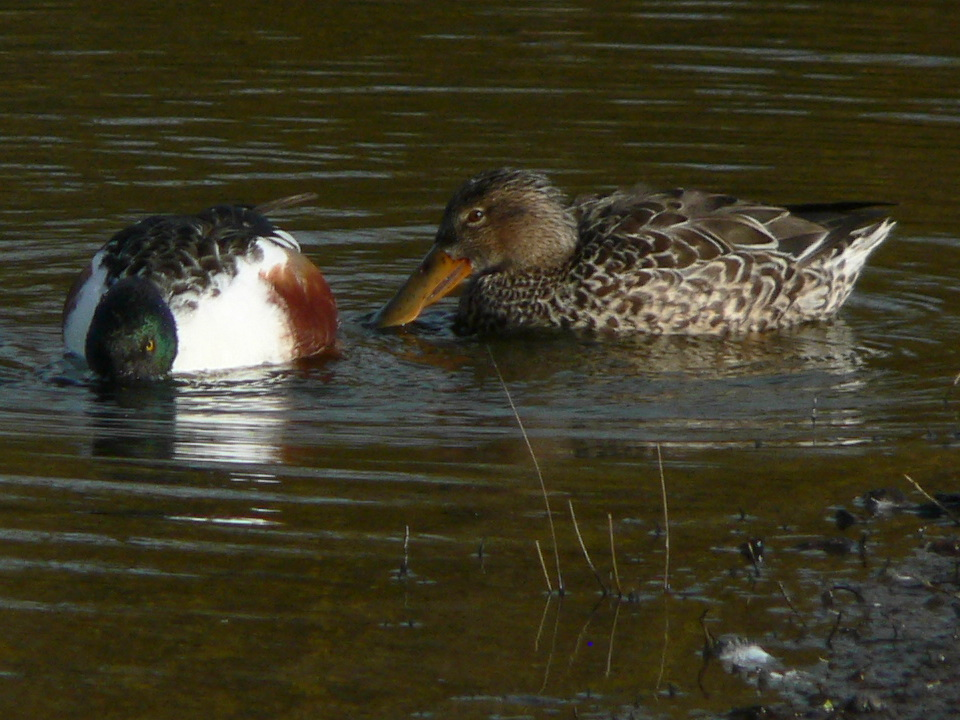
Couple s'alimentant
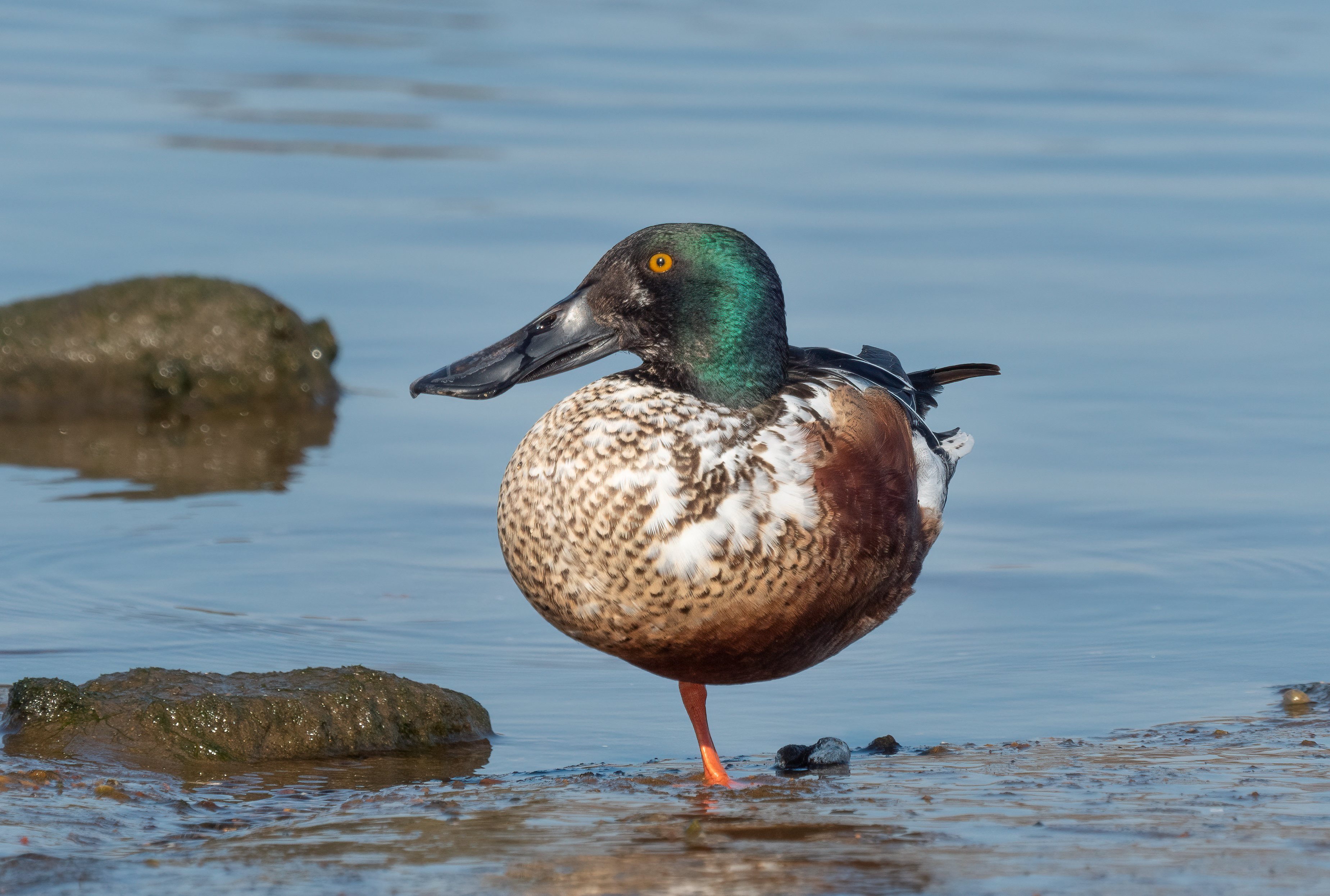
Canard souchet mâle à Brooklyn. Mars 2021.

Mâle
Chez le mâle, durant la période nuptiale, la tête est vert bouteille avec des reflets noirs, la poitrine est blanche, les flancs et le ventre sont marron-roux et le haut du dos brun. Les ailes sur le dessus sont gris bleuté avec un miroir vert et la couverture sous-alaire blanche avec le bord postérieur noir. Les iris du mâles sont jaunes toute l'année.
Ils pèsent de 470 à 1 000 grammes.
Femelle
La femelle est beaucoup plus terne, de couleur brunâtre avec le croupion plus clair, elle est munie du même bec que le mâle. Le dessus de l'aile est gris avec un miroir gris verdâtre, le dessous est blanc avec un bord postérieur gris. Les iris sont marron.
Elles pèsent de 470 à 800 grammes.

## Comportement
Ce sont des oiseaux calmes qui tolèrent la présence humaine et peuvent être relativement apprivoisés.

### Reproduction

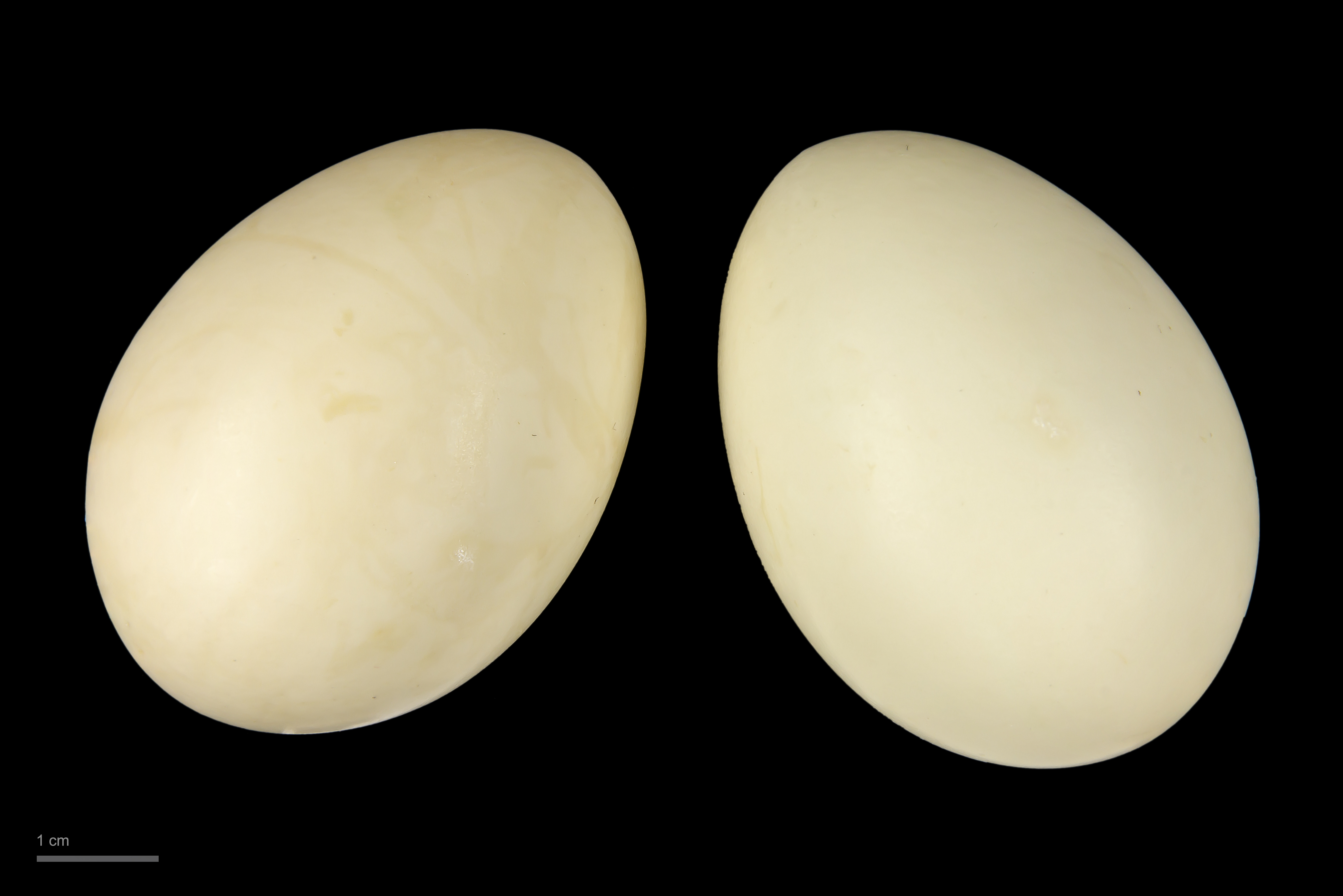
Spatula clypeata - MHNT

Les couples, formés durant l'hiver, nichent dans la végétation à proximité de l'eau. La ponte a lieu en avril-mai. La femelle construit le nid en formant une coupe en se tortillant sur le sol. Elle pond 7 à 12 œufs de couleur olive de taille 52 × 37 mm puis les incube seule durant 21 à 23 jours. Alors que les autres canards de surface quittent le territoire du nid immédiatement après la ponte (pour muer), le souchet mâle le défend plusieurs jours après la ponte, peut-être parce que son mode alimentaire lui prendrait plus de temps.
Les canetons nidifuges seront élevés par la femelle durant 6 semaines, jusqu'à leur envol.

### Régime alimentaire

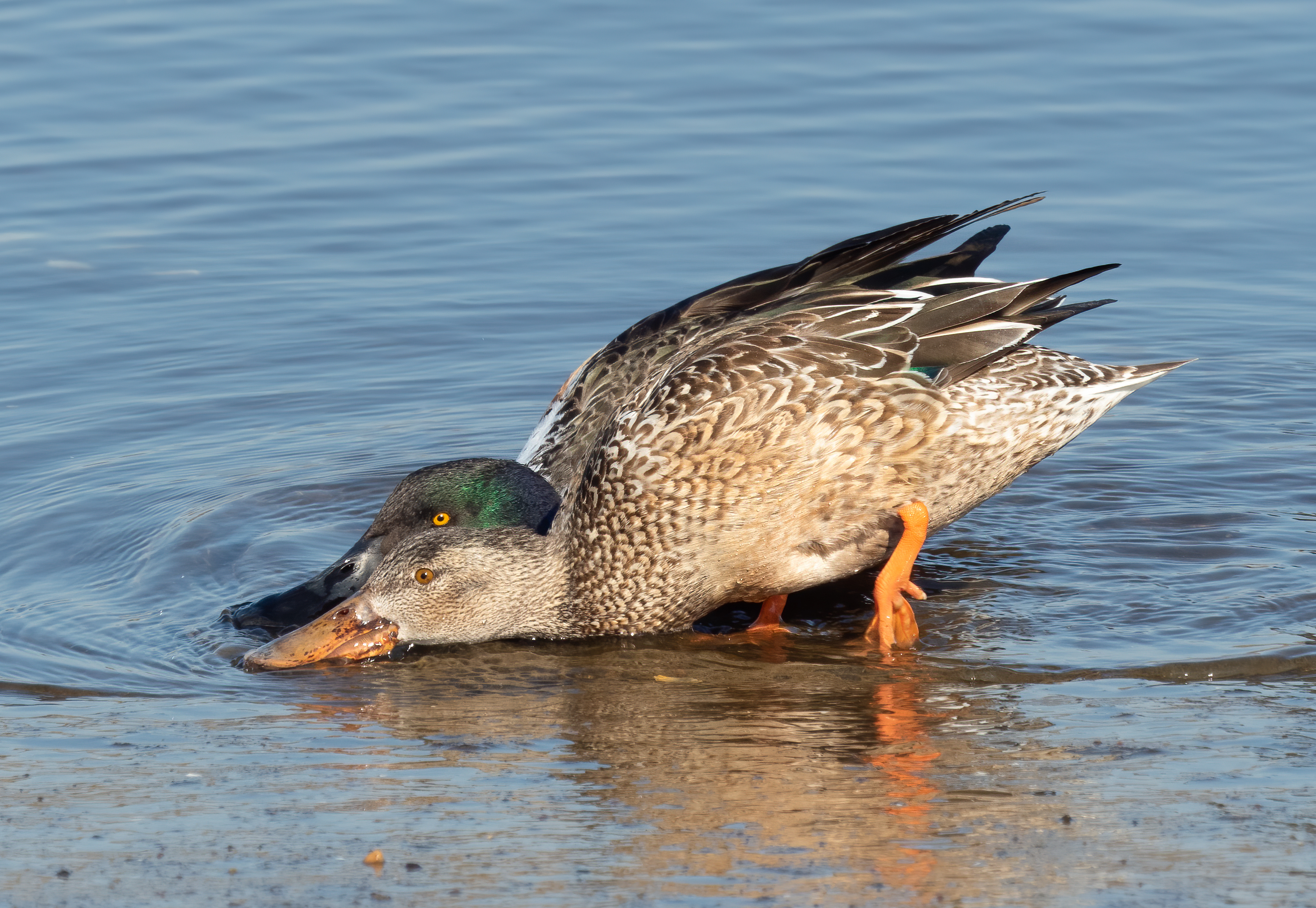
Couple de canards souchets ratissant le sol pour se nourrir, dans un parc à New York. Mars 2021.

Son bec comme tous ceux de la famille des Anseriformes lui permet de filtrer l'eau en l'aspirant et en la rejetant sur les côtés. Les soies à l'intérieur et bordant le bec retiennent les éléments planctoniques contenus dans les premiers centimètres d'eau. Son régime alimentaire peut fortement varier d'une période à l'autre. Il se compose de plancton, d'insectes aquatiques sous forme imago ou larvaire, de crustacés, de mollusques et d'éléments végétaux notamment de graines mais aussi de petit poissons comme les vairons. L'alimentation sociale est commune, ils sont attirés par les zones ou d'autres oiseaux se nourrissent. Les souchets tirent profit de la nourriture remontée à la surface par d'autres oiseaux d'ailleurs ce sont les seuls oiseaux aquatiques à nager en rond autour d'une zone pour créer des remous afin de faire remonter de la nourriture. Les souchets sont également d'excellent barboteurs et plongeurs. Ils savent utiliser leurs ailes pour nager sous l'eau.

### Communication
Le souchet est silencieux en dehors des périodes de reproduction. Le mâle émet un touk touk.

## Habitat
Cet oiseau fréquente en général les eaux ouvertes des marais, des lacs, des étangs, des estuaires, des stations de lagunage... On notera une préférence pour les eaux douces ou légèrement saumâtres.

## Répartition
Le souchet est présent de part et d'autre de l'Atlantique. Il n'est pas aussi grégaire que d'autres canards barboteurs en dehors de la saison de reproduction et tend à former seulement des petits groupes.
Du côté européen, il niche dans les zones les plus septentrionales et migre jusqu'en Afrique subtropicale pour hiverner. Les populations du nord-ouest et du centre de l'Europe sont stables, même si d'importantes variations sont observées suivant les hivers tandis que les populations du bassin méditerranéen sont en déclin.

### En France
On observera en France le canard souchet surtout durant la période hivernale (15 000 à 30 000 individus), venant du Nord et du Nord-Est de l'Europe. Certains poursuivent leur migration pour passer l'hiver en Espagne, Afrique du Nord ou en Afrique tropicale. Une petite population est résidente, de 700 à 1 300 couples principalement dans le marais breton, les étangs de Sologne, les marais arrières littoraux picards et le lac de Grand-Lieu en Loire-Atlantique.
L'effectif hivernant français, en accroissement depuis une dizaine d'années, est très fluctuant avec 25 à 40 000 oiseaux. Les oiseaux sont concentrés à cette époque sur quelques sites : la Camargue, le lac de Grand-Lieu, l'estuaire de la Loire, le golfe du Morbihan ou encore les étangs de la Brenne. Le retour vers les zones de reproduction nordiques s'effectue dès fin février mais surtout en mars-avril.

### Au Royaume-Uni
Les îles Britanniques abritent plus de 20 % de la population européenne. Ils hivernent dans le sud et l'est de l'Angleterre, en particulier autour de l'Ouse Washes, la rivière Humber, les marais dans le nord du Kent, en beaucoup plus petit nombre dans ceux d'Écosse et dans l'ouest de l'Angleterre. En hiver, les oiseaux nicheurs se déplacent vers le sud, et sont remplacés par un afflux d'oiseaux en provenance du continent plus au nord.

### En Amérique du Nord
La population d'Amérique du Nord semble être en augmentation.

## Statut
Bien que non formellement calculée, cette espèce a une population estimée de 5 à 6 millions d'individus se répartissant sur une surface de 10 millions de km2 n'est pas considérée comme menacée, aussi elle a été classée LC par l'UICN.
Cette espèce est chassable mais est protégée dans le cadre de l'Accord sur la conservation des oiseaux d'eau migrateurs d'Afrique-Eurasie. En Amérique du Nord, cette espèce est protégée en vertu de la convention concernant les oiseaux migrateurs américaine de 1918.

## Systématique

### Taxonomie et dénomination
Le terme souchet est l'ancien terme utilisé pour creuser et fait référence à la manière dont les femelles creusent le sol pour faire leur nid. Il dérive de sous-* et de l'ancien verbe chever « creuser ». Cette espèce a été décrite pour la première fois par Linné Systema naturae en 1758 sous ce nom.
Le nom scientifique de l'espèce dérive de Clipeus, un bouclier antique dont le terme Clypeus est une déformation classique par les zoologistes. Ce terme rappelle la forme en cuillère du bec de ce canard.

### Sous-espèce
Aucune sous-espèce répertoriée à ce jour.

### Histoire évolutive
Les os fossiles d'un canard très similaires datée du début du Pléistocène ont été découverts dans le dépôt de Dursunlu (Turquie). La relation exacte de ces oiseaux avec le souchet n'est pas précisément connue. Le Souchet ressemble, notamment par son bec, au Canard spatule, aussi on pense que ces deux espèces sont proches.

## Le souchet et l'homme
Le goût du canard souchet est réputé, plus encore que celui du colvert. Ses couleurs le font d'ailleurs confondre avec ce dernier. Le souchet est chassé à la botte, à la passée et au poste fixe (hutte, gabion).